# 加拿大总督奖
加拿大总督奖（英語：Governor General's Awards）是北美洲国家加拿大的著名的文学和艺术奖项，它涵盖文学、学术、艺术和社会学等领域。第一次颁布是在1937年。

## 主要类别
加拿大总督奖下辖的奖项包括：
- 加拿大总督文学奖（英語：Governor General's Literary Awards）
- 加拿大总督个人纪念奖（英語：Governor General's Awards in Commemoration of the Persons Case）
- 加拿大总督表演艺术奖（英語：Governor General's Performing Arts Awards）
- 加拿大总督历史奖（英語：Governor General's History Awards）
- 加拿大总督视觉和媒体艺术奖（英語：Governor General's Awards in Visual and Media Arts）
- 加拿大总督建筑奖（英語：Governor General's Medals in Architecture）

## 其他类别
- 加拿大总督学术奖
- 加拿大总督工作场所安全奖
- 加拿大总督关怀奖
- 加拿大总督保护奖
- 加拿大总督击剑奖
- 加拿大总督飞行自由奖终身成就奖
- 加拿大总督国际研究奖

## 著名得奖人

### 文学奖
加拿大总督文学奖的著名得奖人有：爱丽丝·门罗，以1968年的处女作《快乐影子舞》、1978年的《你以为你是谁？》和1986年的《爱的进程》三度荣膺该奖。
新西兰作家埃莉诺·卡顿以《发光体》荣膺该奖和布克奖。